# François Vervloet
François Vervloet, né à Malines le 20 janvier 1795 et mort à Venise le 11 mai 1872, est un peintre belge établi en Italie. Il est essentiellement connu pour ses paysages, ses marines, ses scènes de genre et ses représentations relevant du védutisme.
Établi définitivement en Italie, à Rome en 1822, à Naples en 1824 et à Venise en 1854, François Vervloet conforte sa réputation au contact des peintres de l'École du Pausilippe. 
Ses œuvres sont notamment conservées en Belgique, en Italie et aux Pays-Bas.

## Biographie

### Famille
François (Frans) Vervloet, né à Malines le 20 janvier 1795, est le fils de Martin Rombaut (Martinus Romoldus) Vervloet (1765-1838), maître tailleur d'habits, et de Clara De Muyter (1760-1823), mariés à Malines le 15 juillet 1789. Il est le frère du peintre Jean Vervloet (1790-1869). François Vervloet épouse Anna De Mori, dont il a au moins un fils : Giuseppe Celestino Augusto Vervloet, né à Naples le 6 mai 1844.

### Formation

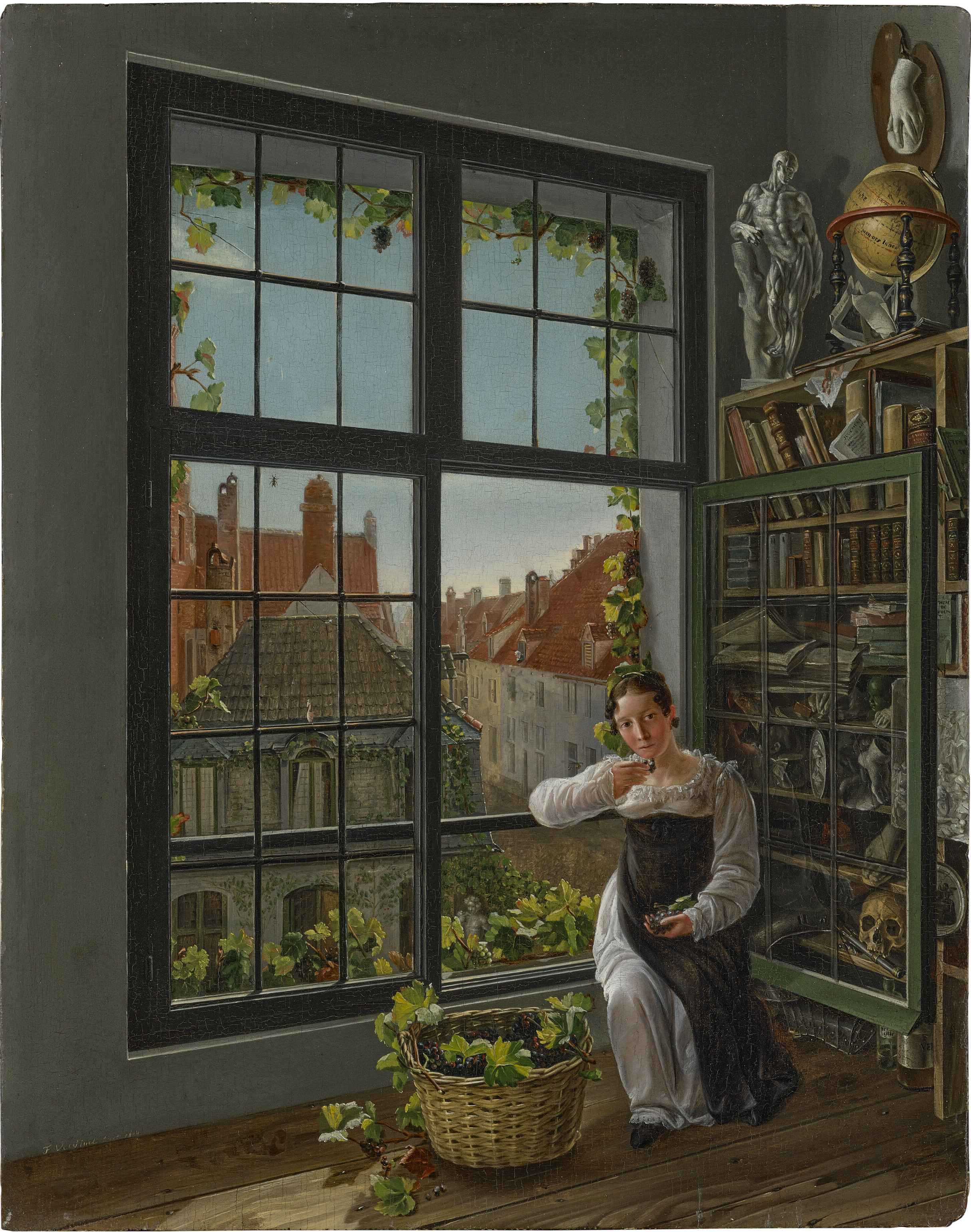
Femme à une fenêtre, Malines, 1816.

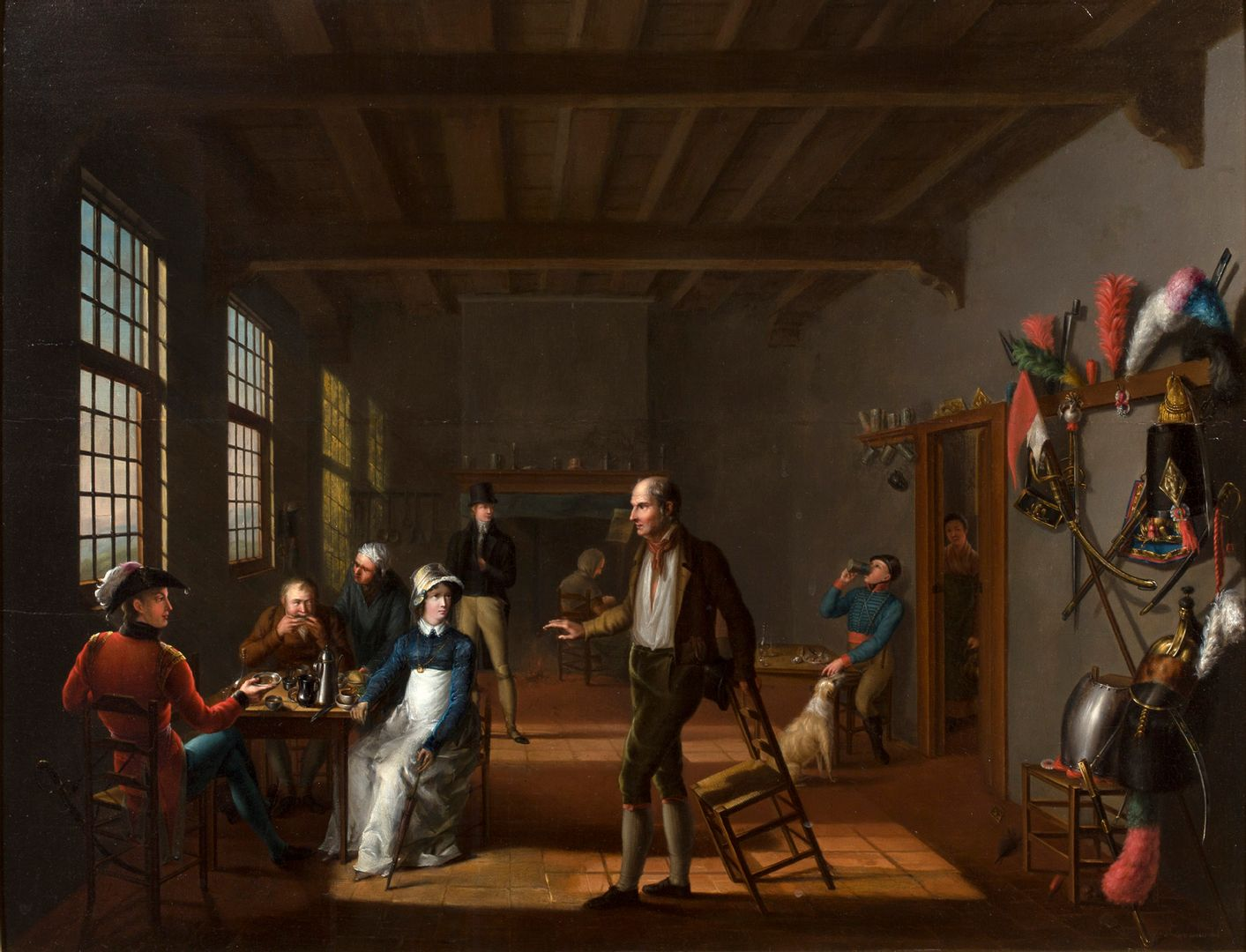
Scène de cabaret avec trophée de la bataille de Waterloo, 1816.

Étudiant à l'Académie des beaux-arts de Malines à partir de 1809, il suit les cours des professeurs Jacques Jean de Raedt, peintre de portraits et de scènes religieuses et historiques, et de Jean-François van Geel, sculpteur et directeur de l'Académie. En 1810, il commence à recevoir une formation en architecture et en géométrie, y compris la connaissance des cinq ordres de construction classique, auprès de Pierre-François De Noter, peintre de vedute, qui lui enseigne ensuite des cours de théorie de la perspective jusqu'en 1815.
En 1812 François Vervloet commence réellement à peindre : Deux voyageurs à cheval, accompagnés d'un chien. Son frère Jean Vervloet l'initie également à la peinture. Deux ans plus tard, il expose L'Intérieur d'une maison dans laquelle plusieurs paysans se battent et Susanne au bain, surprise par les vieillards. Lors de l'exposition organisée en 1814 par la Société pour l'encouragement des Beaux-Arts de Bruxelles, il présente plusieurs tableaux, principalement des copies d'après des maîtres anciens comme Rubens ou Hendrick van Balen. Cette exposition inclut aussi son tout premier paysage urbain : Vue d'une partie de la Befferenstraat depuis ma fenêtre de toit. Il s'agit d'une aquarelle, ornée d'une soixantaine de petits personnages. Un an plus tard, au Salon de Bruxelles de 1815, il expose sa première scène de genre, Intérieur d'une taverne, ainsi qu'un tableau en trompe-l'œil figurant un cadre avec 36 gravures imitées à la plume,. 
Frans Vervloet fait preuve d'un intérêt picturalement diversifié : il visite le champ de bataille de Waterloo et réalise de nombreux croquis. Au Salon de Gand de 1816, il expose cinq aquarelles retraçant les lieux de la bataille. Il dessine également une salle de variole dans un hôpital et il peint ensuite divers intérieurs représentés de manière très fidèle. En 1815, Vervloet termine sa formation auprès de Jacques Jean de Raedt.

### Carrière
En 1816, Frans Vervloet participe à un concours d'architecture à Amsterdam pour la conception d'un monument en l'honneur du prince d'Orange à Soestdijk et reçoit une mention honorable. Il se présente aussi à un concours à Malines, dont le sujet est une allégorie du mariage du prince d'Orange avec Anna Pavlovna de Russie.

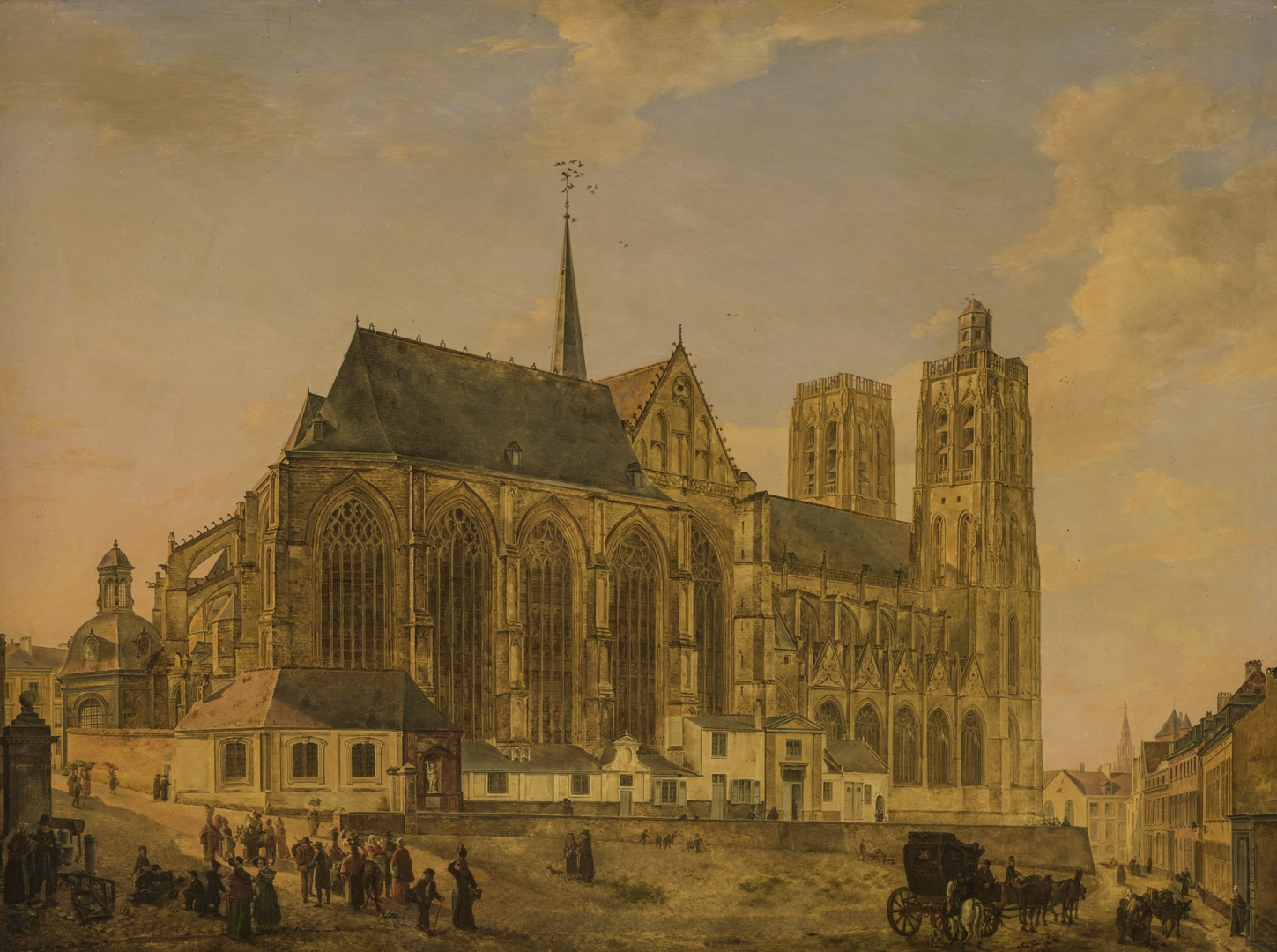
Église de Sainte-Gudule, 1822, Musée des Bons-Enfants.

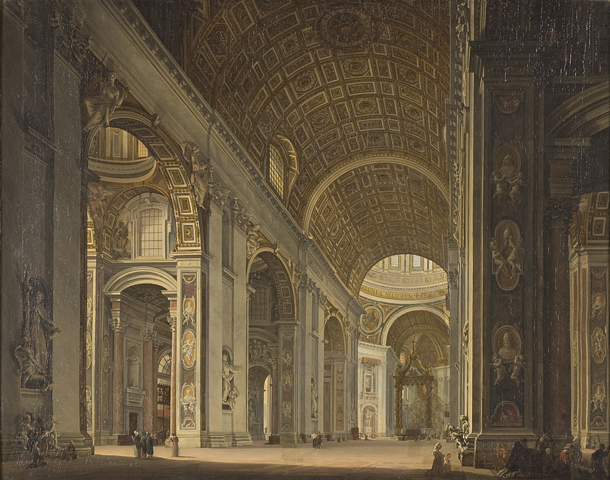
Intérieur de la Basilique Saint-Pierre à Rome, 1824.

Une première mise en lumière du peintre a lieu en 1817, grâce à son tableau d'intérieur La Nomination de Mgr F.A. de Méan dans la cathédrale Saint-Rombaut de Malines. La toile est unanimement admirée par les collectionneurs et les marchands, venus l'admirer dans son atelier. Cette œuvre marque l'impulsion de la prolifique série d'intérieurs d'églises de Vervloet, qui constituent encore aujourd'hui une grande partie de sa renommée. Il a représenté non seulement des édifices religieux belges, mais aussi des édifices allemands, comme la cathédrale d'Aix-la-Chapelle, hollandais (Utrecht) et plus tard italiens. En 1822, il réalise Vue du camp de Turnhout en 1821, commandée par le général Jean-Victor Constant de Rebecque.
Le 7 mai 1818, François Vervloet et son frère Jean sont nommés professeurs adjoints à la première classe de l'Académie de Malines, fonction qu'il occupe jusqu'en 1822 lors de son départ pour l'Italie. Le 5 avril 1822, il reçoit de manière inattendue une bourse de voyage et d'études de deux ans en Italie de la Société pour l'encouragement des Beaux-Arts de Bruxelles, afin qu'il puisse continuer ses études. Deux mois plus tard, il part comme pensionnaire, muni des lettres de recommandation nécessaires de personnalités laïques et religieuses. Sa vie et sa carrière prennent dès lors une direction nouvelle.
Après une escale à Paris, où il dessine et visite les musées et les monuments, durant l'été 1822, François Vervloet se rend, en compagnie du peintre Jean Baptiste Louis Maes Canini, à Rome, où ils arrivent le 26 septembre 1822. Il y demeure durant deux ans et peint notamment à Subiaco, Castel Gandolfo, Genzano di Roma, Zagarolo, Frascati et Palestrina. À Rome, il rédige également un journal sous forme de quatre carnets d'un millier de pages,.

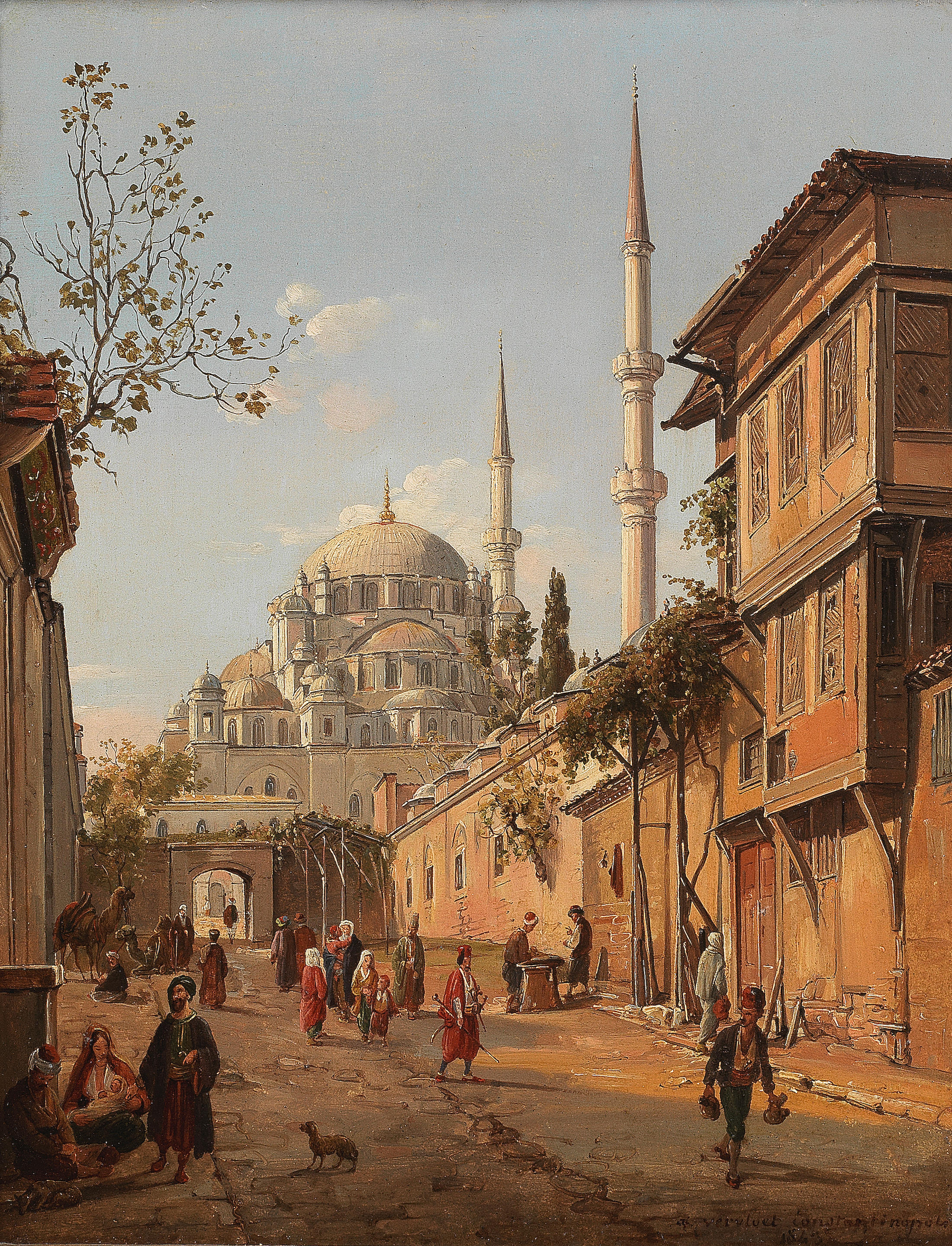
Vue de la Mosquée Fatih à Constantinople, 1843.

De 1824 à 1854, François Vervloet demeure à Naples et voyage souvent au cours de ces trente années : Rome, Venise, Constantinople (1843), Malte et revient à trois reprises en Belgique. En 1827, il forme le peintre Giacinto Gigante. À Naples, François Vervloet est en contact régulier avec les peintres de l'École du Pausilippe, et en particulier avec l'un des fondateurs, Anton Sminck Pitloo. Durant les premières années de sa résidence en Italie, Frans Vevloet continue à envoyer ses toiles qui sont exposées en Belgique. Au Salon de Bruxelles de 1833, il obtient une médaille de vermeil grâce à ses deux œuvres : Chœur de capucins à Naples et Cloître de Sainte-Marie la neuve à Naples, des moines franciscains.
À Naples, François Vervloet peint intensément et vend ses toiles aux monarques, aux nobles, aux touristes aisés et aux amateurs d'art qui visitent la ville et emportent ses peintures comme souvenirs de leur voyage en Italie. L'œuvre de Vervloet est donc largement diffusée en Europe. Il devient peintre de la cour du roi Ferdinand II des Deux-Siciles qui l'élève au rang de chevalier de l'ordre de Saint-Ferdinand et du mérite en 1849
En juillet 1854, François Vervloet s'installe définitivement à Venise. Le caractère libre et vivant de sa peinture qu'il avait développé à Naples était devenu quelque peu obsolète et remplacé par un style de peinture plus strict dans la lignée des vedute de Canaletto. 
François Vervloet meurt, à l'âge de 77 ans, à son domicile rue Santa Maria del Rosario no 5 à Venise le 11 mai 1872. Il est inhumé au cimetière San Michele de Venise.

## Œuvre

### Galerie d'œuvres au cours de la résidence à Naples de 1824 à 1854

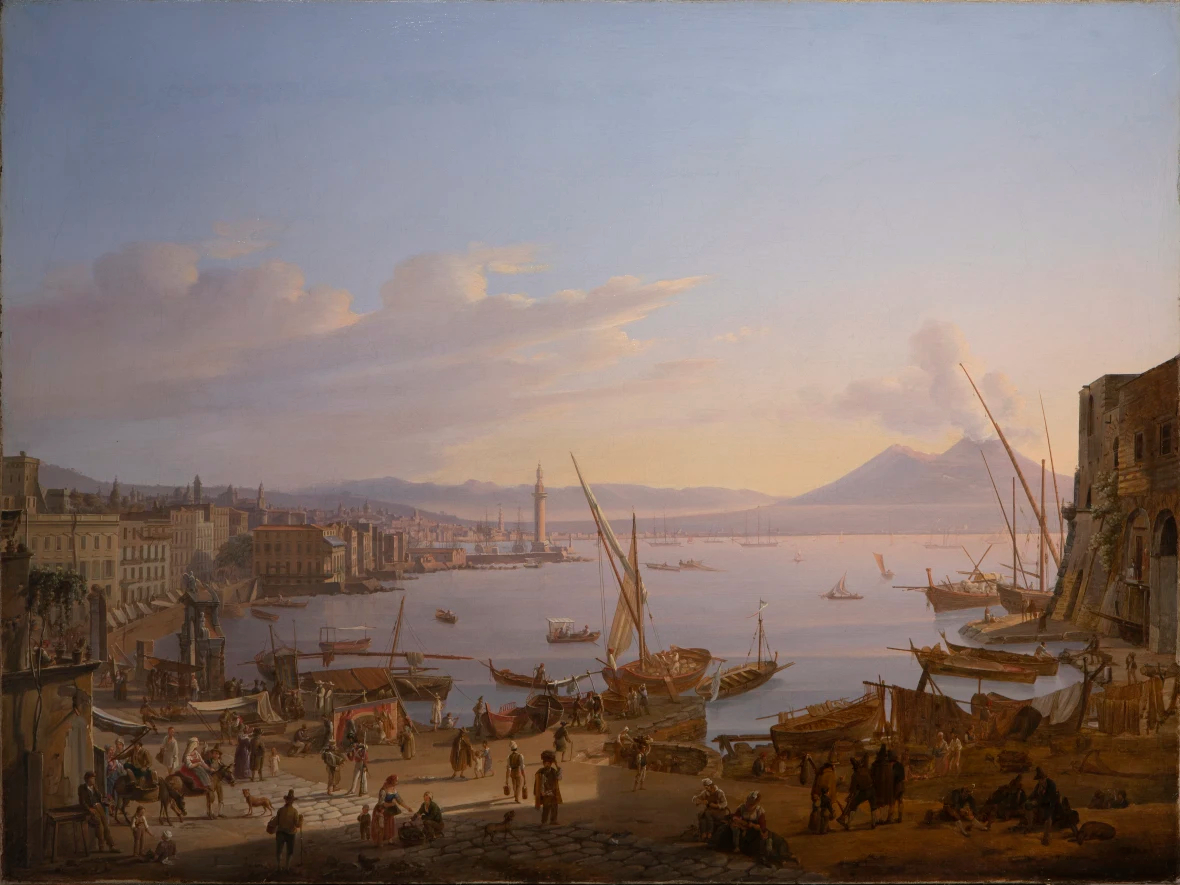
La Baie de Naples avec le phare et le Vésuve en fond.
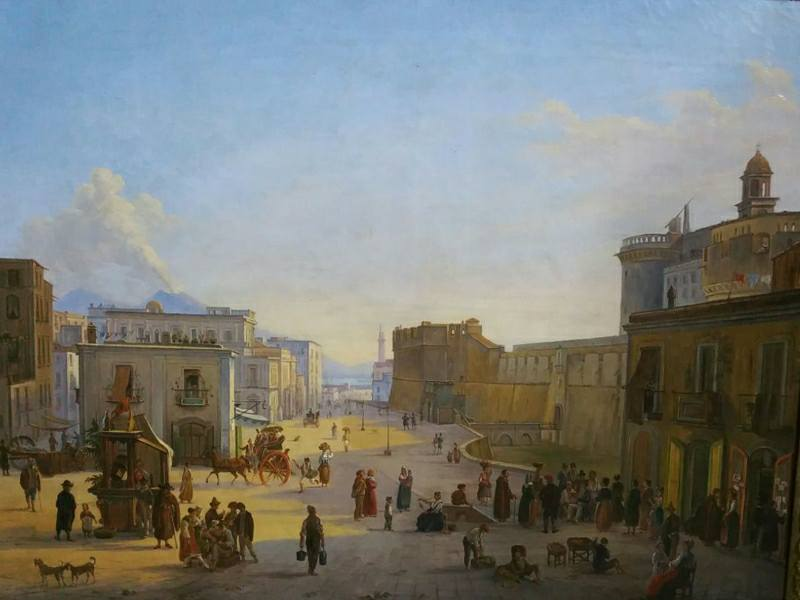
Le Castel dell'Ovo à Naples.
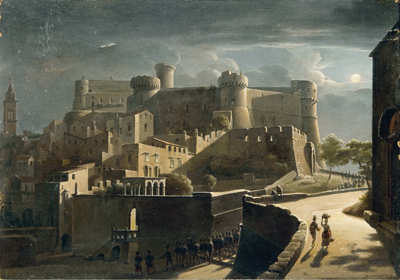
Gaète sous le clair de lune.
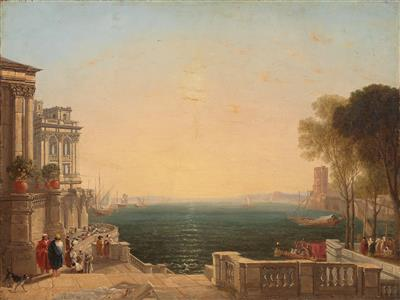
Vue d'un port.

### Galerie d'œuvres au cours de la résidence à Venise de 1854 à 1872

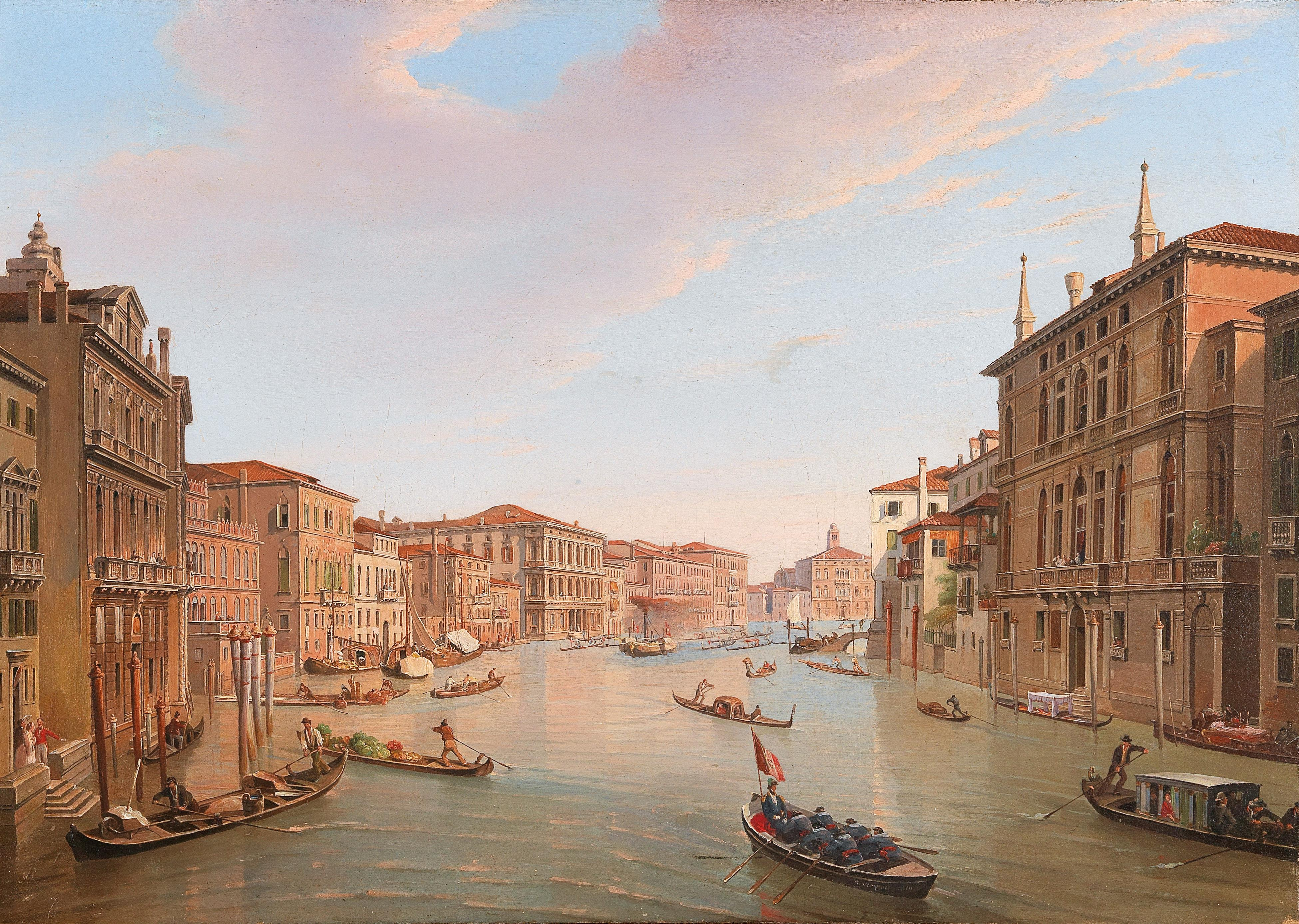
Le Grand Canal à Venise (1859).
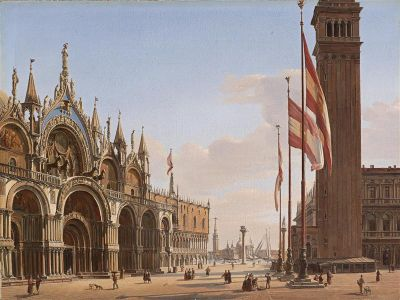
Vue de la Place Saint-Marc et du grand canal à Venise.
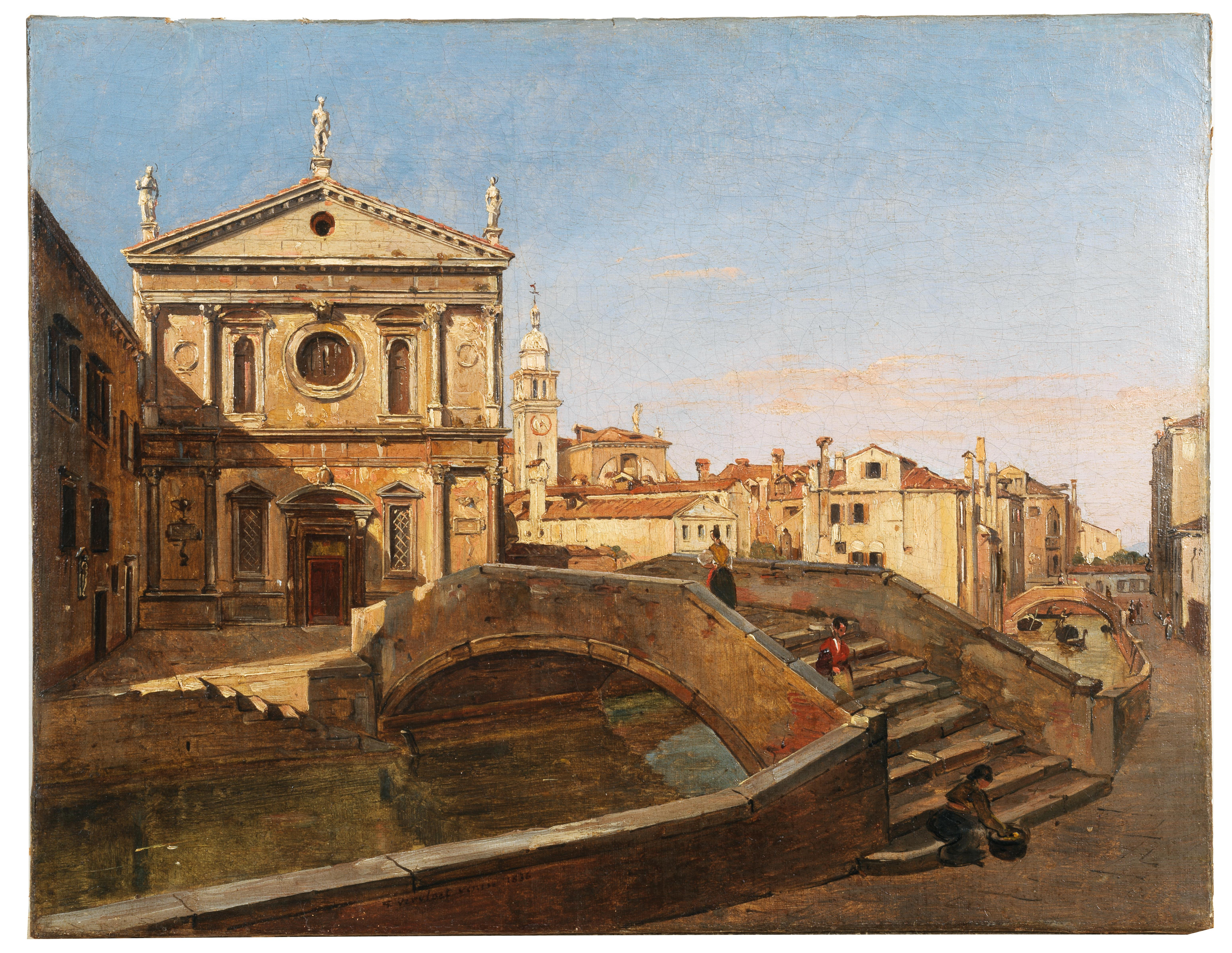
L'Église San Sebastiano de Venise.
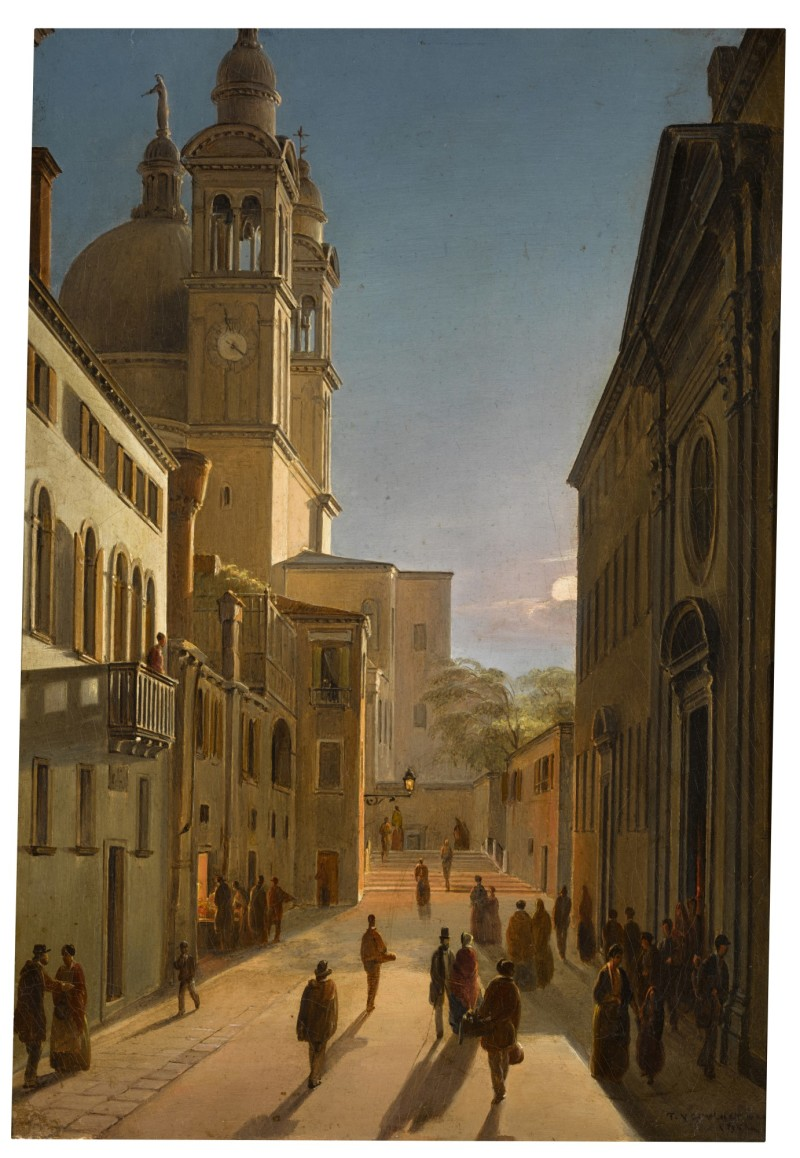
Vue de Rio Terrà Catecumeni, avec la Basilique Santa Maria della Salute de Venise au loin.

### Caractéristiques
François Vervloet est essentiellement connu pour ses paysages, ses marines, ses scènes de genre et ses représentations relevant du vedutisme. En 1822, son établissement définitif en Italie donne une nouvelle direction à son art et enrichit ses thèmes picturaux de nombreuses représentations napolitaines, influencées par l'école du Pausilippe. À Venise, où il demeure durant les dix-huit dernières années de sa vie, François Vervloet réalise des toiles dont la lumière est savamment étudiée dans le jeu de perspectives panoramiques. Au XXIe siècle, ses œuvres sont toujours estimées et recherchées par les amateurs.

### Expositions

#### Belgique
- Salon de Bruxelles de 1815 : L'Intérieur d'une taverne (peinture à l'huile) et Pot-pourri (dessin à la plume , imitant 36 sortes de gravures)[4].
- Salon d'Anvers de 1816 : cinq dessins à l'aquarelle : Vue d'une des cours du château d'Hougoumont, Vue de la Maison de la Belle-Alliance, Vue des hauteurs de Planchinois, Vue de la ferme de Vacherai et Convoi de prisonniers[5].
- Salon de Bruxelles de 1818 : L'Intérieur de l'église de Saint-Rombaut à Malines[13]
- Salon de Gand (XII) de 1823 : Vue du camp de Turnhout en 1821, commandé par le général Jean-Victor Constant de Rebecque[6].
- Salon de Bruxelles de 1824 : Vue de l'intérieur de l'église Saint-Pierre à Rome, Vue des ruines de la basilique de Saint-Paul hors des murs de Rome, incendiée en 1823, Même vue en petit, Autre aspect de cet édifice et L'église Saint-Benoît à Subiaco[14].
- Salon d'Anvers de 1825 : L'Escalier saint dans la grotte de San Benedetti, que les dévots montent à genoux et La Basilique patriarcale de Saint-Paul hors des murs à Rome incendiée le 15 juin 1823[15].
- Salon de Gand (XIII) de 1826 : L'Escalier saint dans la grotte de San Benedetti, que les dévots montent à genoux et La Basilique patriarcale de Saint-Paul hors des murs à Rome incendiée le 15 juin 1823[16].
- Salon d'Anvers de 1828 : Intérieur d'église à Naples, La Grotte des Capucins à Amalfi et Distribution faite aux pauvres par les Capucins d'Amalfi[17].
- Salon de Gand (XIV) de 1829 : L'Église de San Giovanni di Carbonari à Naples, dans le fond se trouve la tombeau de la fameuse reine Jeanne et La Distribution aux pauvres dans le cloître des Capucins à Amalfi[18].
- Salon de Bruxelles de 1830 : Intérieur de l'église de San Giovanni, La Vue du Panthéon, L'Intérieur d'un temple dans lequel des brigands se sont introduits et La Vue d'une rue de Pompei[19].
- Salon de Bruxelles de 1833 : Chœur de capucins à Naples et Cloître de Sainte-Marie la neuve à Naples, des moines franciscains (médaille de vermeil)[10].

#### France
- Salon de Douai de 1821 : Intérieur de l'église reformée dite neuve, à Amsterdam[20].
- Salon de Douai de 1829 : La Grotte des capucins à Amalfi, L'Escalier de St Benoît, à Subiaco, Intérieur de l’église Della Maria bâtie sur les termes de Dioclétien et Une ruine du théâtre tragique à Pompei[20].

#### Pays-Bas
- Exposition des maîtres vivants de La Haye en 1819 : Une salle où plusieurs enfants sont vaccinés, Un clerc lisant près d'un poêle et Une vue de la nouvelle église d'Amsterdam[2].
- Exposition des maîtres vivants d'Amsterdam en 1820 : Une vue de la cathédrale Saint-Rombaut[2].
- Exposition des maîtres vivants d'Amsterdam en 1822 : Vue de l'église Notre-Dame du Sablon de Bruxelles[2].
- Exposition des maîtres vivants d'Amsterdam en 1824 : Un escalier menant à l'église Saint-Pierre in Vincolo à Rome et Le Colisée de Rome[2].
- Exposition des maîtres vivants de La Haye en 1827 : Vue du Mole à Naples, L'Intérieur de l'église Sainte-Marie des Anges à Rome, La Distribution des aumônes au monastère des Capucins d'Amalfi et La Grotte des Capucins à Amalfi[2].
- Exposition des maîtres vivants de La Haye en 1841 : Vue de Venise[2].
- Exposition des maîtres vivants de Groningue en 1856 : Vue du grand canal à Venise[2].

### Collections muséales
Quatre œuvres de François Vervloet sont conservées aux Musées royaux des Beaux-Arts de Belgique : Vue de Venise (1856), Le cloître de Sainte-Marie-la-Neuve à Naples (1826), Scène italienne (1829) et Salle du couvent des chartreux à Naples (1852). D'autres tableaux sont conservés au Museo Correale di Terranova, au Musée San Martino, à la Villa Rosebery et dans de nombreuses autres villes d'Italie et d'Europe, comme au Rijksmuseum Amsterdam, au Musée des Bons-Enfants à Maastricht, ou encore au MUDO - Musée de l'Oise à Beauvais.

## Honneurs
- Chevalier de l'ordre de Saint-Ferdinand et du Mérite (Royaume des Deux-Siciles, 15 octobre 1849)[11].
- Chevalier de l'ordre de Saint-Grégoire-le-Grand (Saint-Siège, 15 octobre 1849)[11].

## Toponymie
À Uccle, la rue François Vervloet est dénommée en l'honneur du peintre.